# Länsväg Z 514
Länsväg Z 514 är en övrig länsväg i Härjedalens kommun i Jämtlands län som går mellan Remmet (Riksväg 84) och tätorten Vemdalen, via Vemhån. Vägen är 43,6 kilometer lång och asfalterad. Väg Rv84 / Z 514 / 315 / 316 / E45 är ett något kortare (och snabbare) alternativ till E45 mellan Sveg och Östersund. Tung trafik väljer dock oftast E45 på grund av stora höjdskillnader längs 315 vid Klövsjö. Det finns vägvisning med 514, vilket är ovanligt för sekundära länsvägar.  
Vägen ansluter till:
- Riksväg 84 (vid Remmet)
- Länsväg Z 514.01 (vid Vemhån)
- Länsväg 315 (vid Vemdalen)